# 大新 (臺灣)
大新，是臺灣彰化縣田中鎮的一個傳統地域名稱，位於該鎮西部偏南。相較於今日行政區，其範圍大致包括三光里東端不含田中大排水以東地區、龍潭里西南部、三民里東部邊界地帶、梅州里、新民里、沙崙里東大半部、三安里西北部，以及北斗鎮大新里東南端的東北部一小部分。

## 歷史
台灣清治末期至日治初期，大新地區為一街庄，稱為「大新庄」，隸屬於東螺東堡。該庄輪廓略呈北北西窄、南南東寬的水滴形，北與卓乃潭庄，東北與田中央庄為鄰，東南與內三塊厝庄為鄰，西南邊為北斗庄，西北邊為外三塊厝庄。
1901年（日治明治三十四年）11月，全台廢縣廳改設二十廳，該庄隸屬於彰化廳。1903年（明治三十六年）6月，該庄編入「田中央區」，隸屬於彰化廳。1909年（明治四十二年）10月，合併二十廳為十二廳，田中央區改隸屬於臺中廳。1920年（大正九年），該庄改制為「大新」大字，隸屬於臺中州員林郡田中庄。1940年，田中庄升格為田中街。
戰後田中街改制為田中鎮，隸屬於臺中縣，大字亦改制為里。1950年10月，中、彰、投分治，田中鎮改隸屬彰化縣。

## 聚落
本地區發展較早的聚落有梅州庄、內中圳仔、沙仔崙、六甲、大新、七張犁等，在日治期初期的官方地圖上已有記載。此外，本地區尚有公館聚落。

## 交通
縣道150號（斗中路一段）是芳苑至南投的道路，大致以西北—東南走向經過大新地區北部。由該道路向西北可前往北斗、埤頭、二林、芳苑等地，向東南經田中市區轉東北東可前往名間西北部、南投並止於省道台3線、台14乙線路口。
鄉道彰95線（大社路一段）是排仔路頭至田中的道路，大致以北北西—南南東走向轉西北—東南走向經過本地區北部凸出部分的東北側近邊界地帶。由該道路向北北西可前往卓乃潭西部北側、大紅毛社南南西端、外三塊厝北部邊界地帶並止於鄉道彰83線路口，向東南可前往田中市區轉南南東再轉西微南而止於縣道150號（員集路二段）路口。
鄉道彰99線（中州路一段～二段）是田中至潮洋厝的道路，大致以東微北—西微南走向轉東北東—西南西走向再轉東北—西南走向經過本地區中部。由該道路向東微北可前往田中市區並止於縣道150號（員集路二段）路口，向西南可前往東北斗東南部、下霸、西畔南部、圳寮東南部、潮洋厝並止於鄉道彰101線路口。
鄉道彰108線（大新路）是西畔至沙仔崙的道路，其東側端點位於本地區西部大新工業區北側的鄉道彰99線路口。由此向西南微西出境後，可前往東北斗東南部、下霸北端、下霸與西畔交界地帶、西畔並止於鄉道彰107線路口。
鄉道彰109線（興酪路一段）是沙仔崙至下水埔的道路，其北側端點位於本地區西部大新工業區東北側的鄉道彰99線路口。由此向南微西而行，出境後可前往東北斗東南端、下水埔並止於縣道152號路口。
鄉道彰111線（沙崙路）是田中至大安的道路，其西北側端點位於本地區中部偏東北的鄉道彰99線路口。由此向南南東蜿蜒而行，順路經兩次直角轉彎後出境，可前往內三塊厝北部、田中南部的大安聚落、田中與內灣交界地帶、內灣西部並止於後庄聚落西北側的縣道141號路口。

## 學校
- 新民國小

## 文化資產
- 田中（天受宮）殉職者之碑（歷史建築）

## 產業
- 田中工業區